# Korean Air
Korean Air Co., Ltd. (coreano: 주식회사 대한 항공; Hanja: 株式會社 大韓航空; RR: Jusikhoesa Daehan Hanggong), operante come Korean Air, è la compagnia di bandiera e quella più grande in termini di dimensioni della flotta della Corea del Sud. La sede centrale della compagnia si trova a Seul, in Corea del Sud.
L'attuale Korean Air venne fondata il 1º marzo 1969, dopo l'acquisizione della Korean Air Lines, che operava dal giugno 1962 ed era di proprietà del governo, da parte del gruppo Hanjin. Attraverso il controllo di maggioranza della Hanjin KAL Corporation, la famiglia Cho, proprietaria di Hanjin Group, è ancora l'azionista più grande e di controllo della compagnia aerea; Cho Won-tae (alias Walter Cho) è l'attuale (al 2021) Presidente e CEO; è la terza generazione della famiglia a guidare la compagnia aerea. Al 5 giugno 2020, Hanjin KAL detiene il 29,27% delle azioni di Korean Air. Korean Air è uno dei membri fondatori dell'alleanza SkyTeam.
Le divisioni Cargo e internazionale di Korean Air servono 126 città in 44 paesi, mentre quella domestica serve 13 destinazioni. È tra le prime 20 compagnie aeree al mondo in termini di passeggeri trasportati ed è anche una delle migliori compagnie aeree cargo internazionali. Il Terminal 2 dell'aeroporto internazionale di Incheon funge da hub internazionale per Korean Air, che mantiene anche un campus della sede centrale satellitare a Incheon. La compagnia aerea aveva circa 20.540 dipendenti a dicembre 2014.

## Storia

### Formazione
Nel 1962, il governo della Repubblica di Corea acquisì la Korean National Airlines, fondata nel 1946, e le cambiò nome in Korean Air Lines, facendola diventare di proprietà dello Stato. Il 1º marzo 1969, il gruppo Hanjin acquisì la compagnia statale e fece iniziare l'era di Korean Air. Le operazioni di trasporto merci transpacifico a lungo raggio furono introdotte il 26 aprile 1971, seguite da servizi passeggeri per l'aeroporto Internazionale di Los Angeles il 19 aprile 1972.

### Espansione

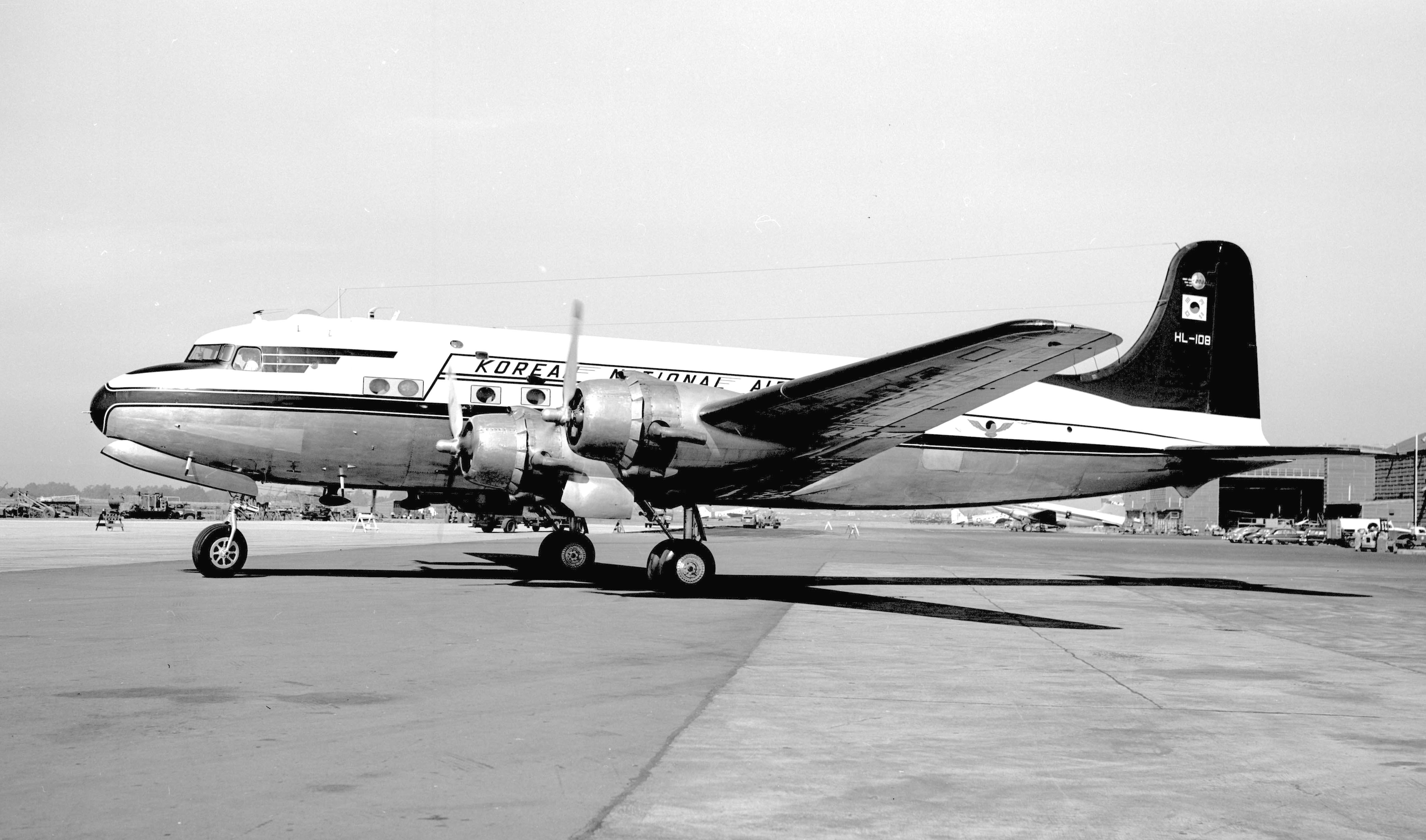
Un Douglas DC-4 a Oakland nel 1953.

Korean Air effettuava voli internazionali verso Hong Kong, Giappone, Taiwan e Los Angeles con Boeing 707 fino all'introduzione del Boeing 747 nel 1973. Nel 1973, la compagnia aerea introdusse i Boeing 747 sulle rotte transpacifiche e avviò un servizio europeo per Parigi, Francia, utilizzando i 707 e poi i McDonnell Douglas DC-10. Nel 1975, la compagnia aerea divenne una delle prime compagnie asiatiche ad operare con aeromobili Airbus con l'acquisto di tre Airbus A300, che furono messi immediatamente in servizio sulle rotte asiatiche. Nel 1981, la Korean Air aprì un proprio terminal merci presso l'aeroporto Internazionale di Los Angeles. Poiché all'epoca agli aerei della Corea del Sud era vietato volare nello spazio aereo della Corea del Nord e dell'Unione Sovietica, le rotte europee dovevano essere progettate in direzione est dalla Corea del Sud, come Seul-Anchorage-Parigi.

### Cambio in Korean Air
Il 1º marzo 1984 venne introdotta una nuova livrea blu e argento con il nuovo logo e con un design Taegeuk stilizzato in concomitanza con il cambio di nome da "Korean Air Lines" in "Korean Air". Questa livrea, progettata in collaborazione tra Korean Air e Boeing, fu introdotta sugli MD-80 e sui Boeing 747-300. Negli anni '90, la compagnia divenne la prima a utilizzare il nuovo McDonnell Douglas MD-11 per integrare la sua nuova flotta di Boeing 747-400; tuttavia, l'MD-11 non soddisfaceva i requisiti di prestazione e alla fine gli esemplari furono convertiti in versione cargo. Anche alcuni vecchi 747 furono convertiti per il servizio merci. Nel 1984, la sede era nel KAL Building a Namdaemunno, Jung-gu, Seul.

### Ulteriore espansione e Jin Air

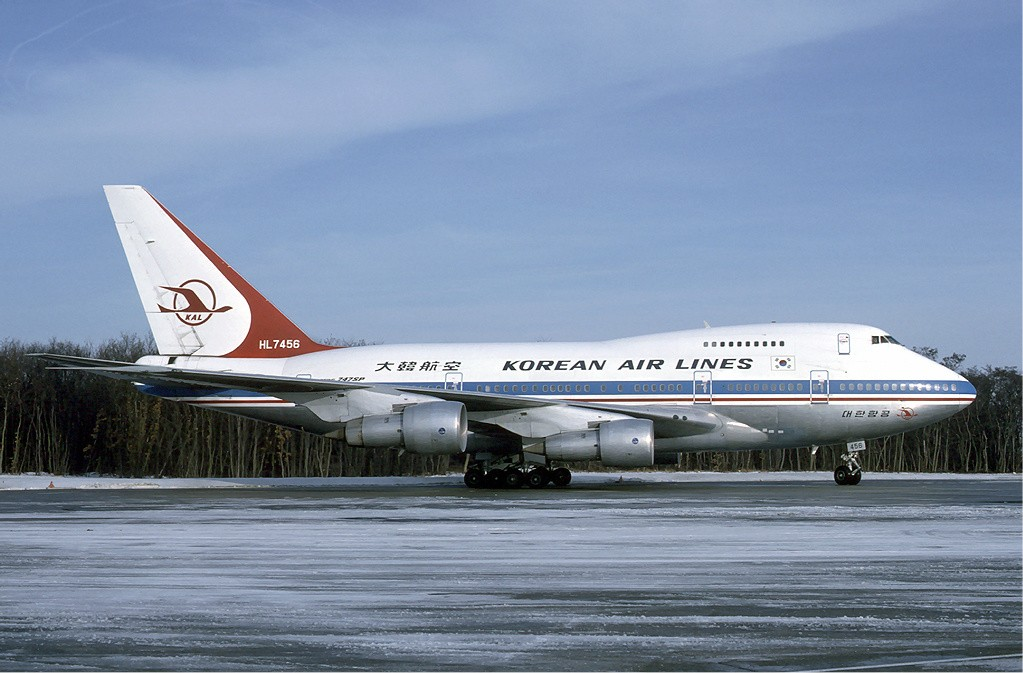
Un Boeing 747SP visto a Basilea nel 1985.

Il 23 giugno 2000, insieme ad Aeroméxico, Air France e Delta Air Lines, Korean Air fondò la principale alleanza di compagnie aeree del mondo, SkyTeam e SkyTeam Cargo, fondata il 28 settembre 2000.

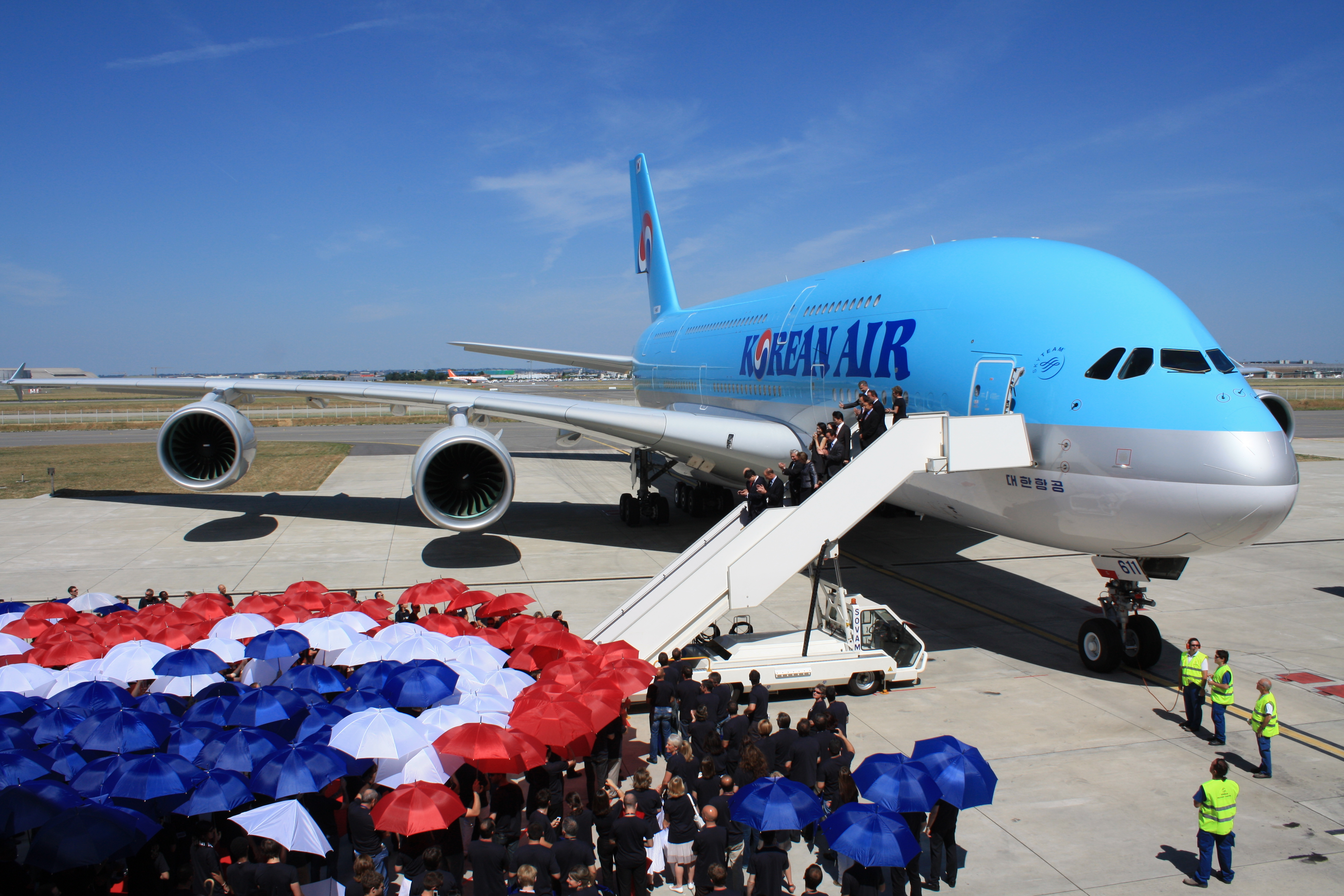
Korean Air ha ricevuto il primo Airbus A380 nel 2011.

Il 5 giugno 2007, Korean Air dichiarò che avrebbe creato un nuovo vettore low cost chiamato Jin Air in Corea per competere con il sistema di rete ferroviario ad alta velocità coreano KTX, che offriva tariffe più economiche e procedure di sicurezza meno rigorose rispetto ai viaggi aerei. Jin Air ha iniziato i servizi passeggeri di linea da Seul a Jeju il 17 luglio 2008. Korean Air ha annunciato che alcuni dei suoi 737 e A300 sarebbero stati trasferiti a Jin Air.
Nel 2009, l'immagine di Korean Air era diventata più prestigiosa, differendo dall'immagine della compagnia aerea alla fine degli anni '90, che era stata offuscata da diversi incidenti mortali.
A metà del 2010, in un accordo di marketing con la società di giochi Blizzard Entertainment, la compagnia ha ridipinto un 747-400 e un 737-900 con una livrea in stile StarCraft II. Nell'agosto 2010, Korean Air ha annunciato pesanti perdite nel secondo trimestre nonostante i ricavi record. Hanjin Group, la società madre, ha aperto un nuovo terminal merci a Navoiy in Uzbekistan, che sarebbe diventato un hub per voli Incheon-Navoiy-Milano.
Korean Air possiede cinque hotel: due "KAL hotel" sull'isola di Jeju, l'Hyatt a Incheon; Waikiki Resort alle Hawaii e un hotel/edificio con uffici chiamato Wilshire Grand Tower a Los Angeles. Questo edificio nel centro di Los Angeles ospita il più grande InterContinental Hotel delle Americhe in quello che è l'edificio più alto di Los Angeles.
Nel 2013, Korean Air ha acquisito una partecipazione del 44% in Czech Airlines. Ha venduto la partecipazione nell'ottobre 2017. Il 1º maggio 2018, la compagnia aerea ha lanciato una partnership di joint venture con Delta Air Lines.

### Acquisizione di Asiana Airlines
Il 16 novembre 2020, il governo della Corea del Sud ha annunciato ufficialmente che Korean Air acquisirà Asiana Airlines. La Korea Development Bank, una banca di proprietà statale, fornirà 800 miliardi di won al Gruppo Hanjin per aiutare a finanziare la fusione tra le compagnie aeree. Il Ministero del territorio, delle infrastrutture e dei trasporti integrerà le sussidiarie Air Busan, Air Seoul e Jin Air per formare un vettore combinato a basso costo che opererà concentrandosi sugli aeroporti regionali in Corea.

## Identità aziendale

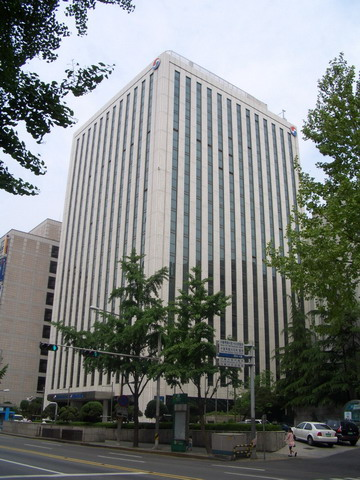
Il KAL Building di Seul.

Il quartier generale di Korean Air (대한 항공 빌딩 [21]) si trova a Gonghang-dong, Gangseo-gu a Seul. Korean Air ha anche uffici all'aeroporto Internazionale Gimpo di Seul. Altre sedi della compagnia si trovano all'aeroporto Internazionale di Jeju e all'aeroporto Internazionale di Pusan-Gimhae. Gli impianti di manutenzione si trovano nell'aeroporto Internazionale di Pusan-Gimhae.

### Loghi

Logo di Korean Air Lines dal 21 marzo a luglio 1983
Logo di Korean Air Lines dal marzo a ottobre 1969
Logo di Korean Air Lines dal ottobre 1969 al 1 marzo 1984
Logo di Korean Air dal 1 marzo 1984 al 11 marzo 2025
Logo di Korean Air in uso dal 11 marzo 2025

## Korean Air Aerospace Division

Logo di Korean Air Aerospace Division.

Korean Air ha una propria divisione, denominata Korean Air Aerospace Division, attiva nella produzione di aeromobili e di parti di aeromobili. La sua produzione annovera 309 esemplari e 516 cabine di MD Helicopters MD 500, 130 Sikorsky UH-60P Black Hawk, 165 Northrop KF-5, la porzione posteriore della fusoliera e le ali dei General Dynamics KF-16 assemblati da Korea Aerospace Industries e parti di Airbus A320, Airbus A330, Airbus A330neo, Airbus A380, Boeing 737, Boeing 747, Boeing 767, Boeing 777, Boeing 787 Dreamliner, Embraer E-Jets, Boeing AH-6 e KAI KUH-1 Surion. All'inizio degli anni '90 ha prodotto il Korean Air Chang-Gong 91, un prototipo di aereo da turismo.
Korean Air Aerospace Division si occupa anche di sviluppare aeromobili a pilotaggio remoto e di fornire manutenzione ad aeromobili militari delle Daehanminguk Gukgun e delle United States Armed Forces.

## Cabina
Korean Air offre tre tipi di classi: prima, business (Prestige) ed economy.

### Prima classe
I posti di prima classe includono le "Kosmo Suites 2.0" su tutti i Boeing 747-8I e molti dei 777-300ER. I sedili "Kosmo Suites" sono montati sulla maggior parte degli Airbus A380-800 e su alcuni Boeing 777-200ER e -300ER; la differenza tra "Kosmo Suites 2.0" e "Kosmo Suites" è che la 2.0 ha una porta scorrevole per fornire al passeggero una migliore privacy. Alcuni dei Boeing 777-300ER sono dotati delle più recenti "Kosmo Suites 2.0". I sedili "Kosmo Sleeper" sono montati su alcuni Boeing 777-200ER. I sedili di prima classe "Sleeper" sono più vecchi dei modelli Kosmo First Class e sono equipaggiati sui Boeing 747-400 e sui Boeing 777-300 successivi.

### Prestige class

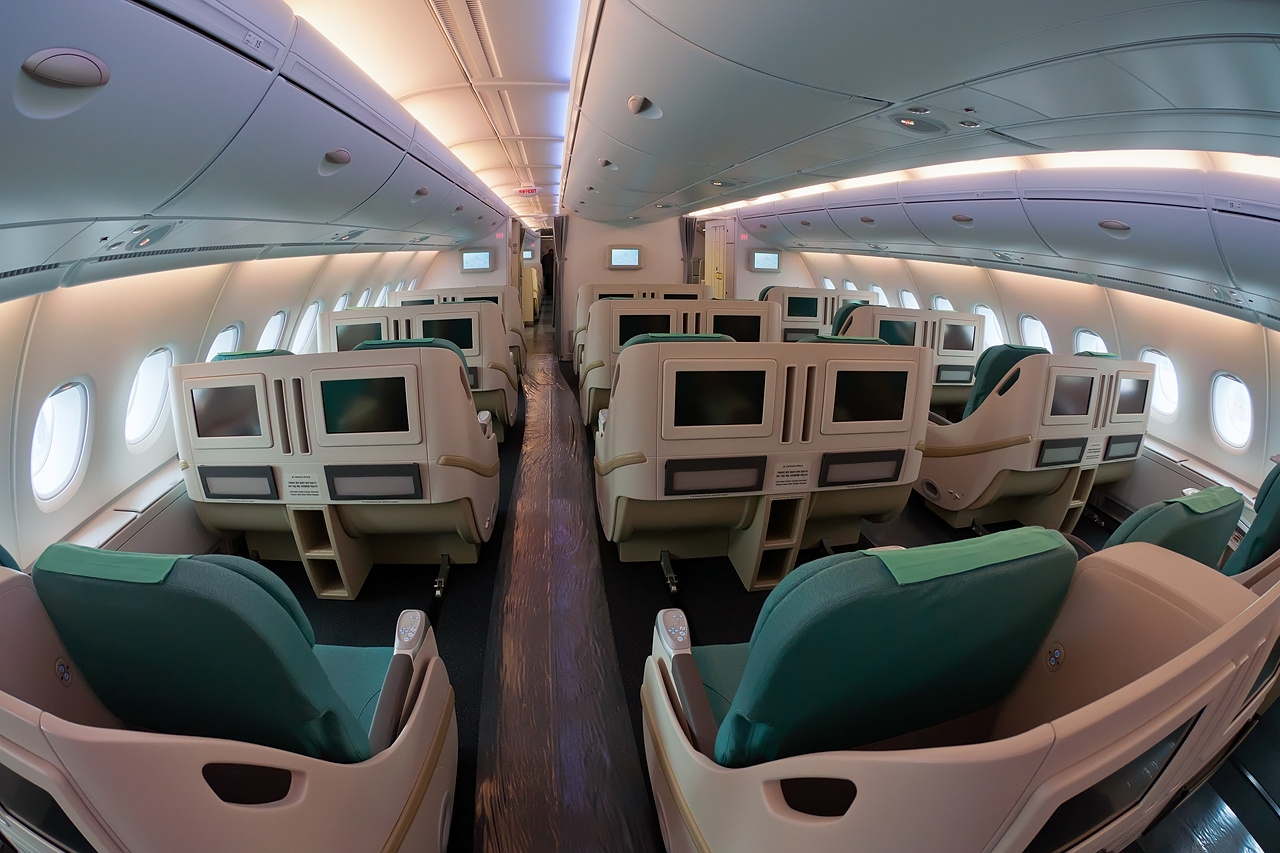
La Prestige class su un Airbus A380.

I posti in Classe Prestige includono nuove "Suite Prestige" che si concentrano sul design delle Suite Apex. Questo modello di business class è equipaggiato su tutti i Boeing 747-8i e 787-9, nonché sulla maggior parte dei 777-300ER. I sedili "Prestige Sleeper" sono montati su alcuni Boeing 777-300ER e Airbus A380, nonché sugli aerei 777-200ER che dispongono di sedili di prima classe "Kosmo Suites"; i sedili "Prestige Plus" sono montati sulla maggior parte d dei Boeing 777-200ER, sulla maggior parte dei Boeing 747-400 e su un Boeing 777-300; i sedili "Old Prestige Class" sono attualmente in fase di eliminazione negli aeromobili che ne sono dotati (ad eccezione della famiglia Boeing 737). I sedili "Prestige Sleeper" e "Prestige Suites" sono reclinabili a 180 gradi, mentre i sedili "Prestige Plus" si reclinano fino a 172 gradi. I sedili "Old Prestige Class" sono reclinabili fino a 138 gradi.

### Premium economy
Il 27 dicembre 2017, il CEO di Korean Air, Won-Tae Cho, ha dichiarato di star considerando l'introduzione della Premium Economy Class. Korean Air ha poi introdotto la sua prima Premium Economy Class denominata "Economy Plus" sui suoi Airbus A220-300. Era dotata di sedili più larghi di 4 pollici rispetto ai sedili standard della classe economica. Tuttavia, il 10 giugno 2019, Korean Air ha annunciato che avrebbe eliminato "Economy Plus" a causa della discordanza del servizio e delle perdite di profitto.

### Economy

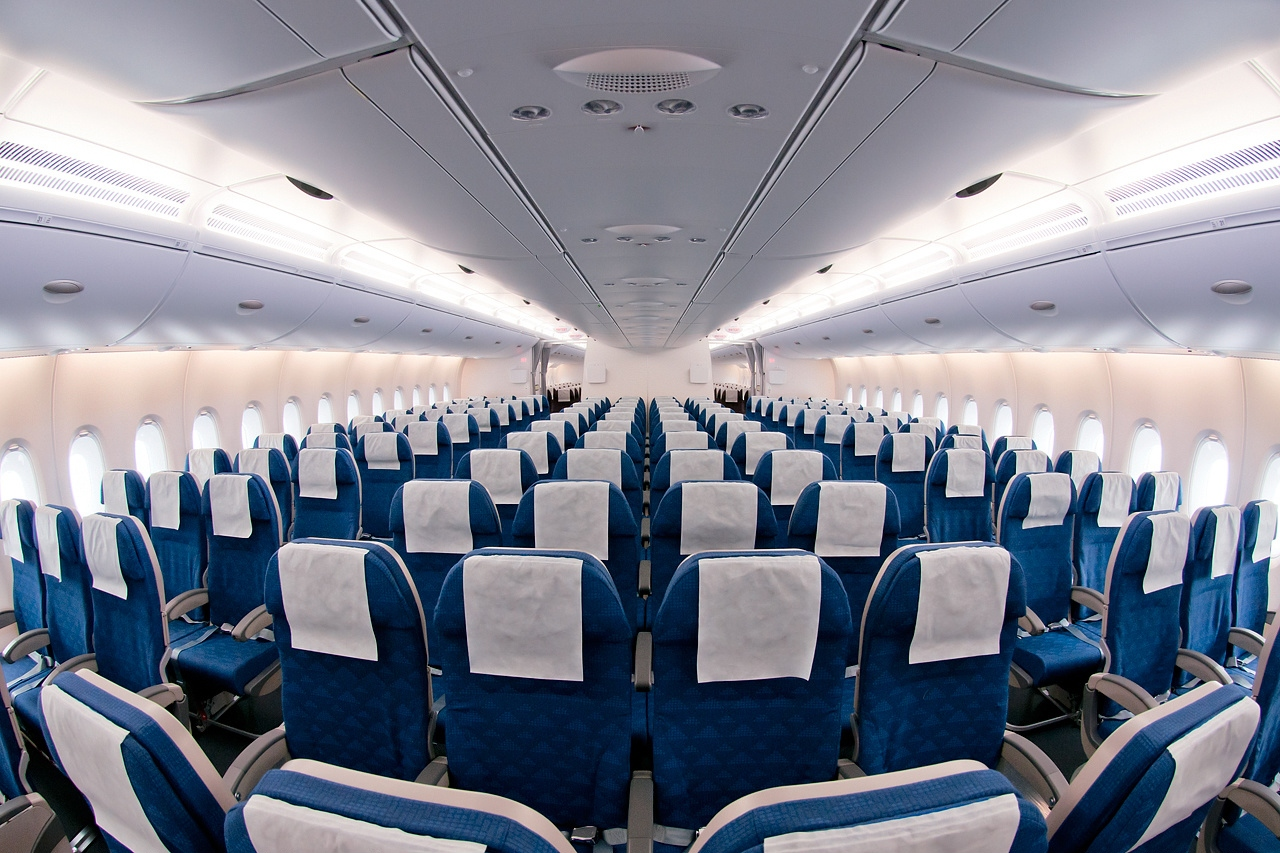
L'economy su un Airbus A380.

I sedili della classe Economy si reclinano fino a 121 gradi. Un nuovo tipo di sedile chiamato "New Economy Class" è stato installato su tutti i Boeing 777-300ER e Boeing 777-200ER con Kosmo Suites, tutti i Boeing 777-300, alcuni Airbus A330-300, alcuni Airbus A330-200, gli Airbus A380 e i Boeing 747-8I. I sedili "Kosmo Suites" e "Prestige Sleeper" furono introdotti per la prima volta sui Boeing 777-300ER nel maggio 2009. Entrambi i sedili potevano allungarsi fino a 180 gradi e divennero più privati dei sedili precedenti.

## Servizi

### SKYPASS
SKYPASS è il programma frequent flyer di Korean Air "SKYPASS" si riferisce alla carta blu che viene data ai frequent flyer di Korean Air. Lo slogan di SKYPASS è "Beyond your Imagination". I livelli d'élite del programma sono paragonabili a quelli dei programmi frequent flyer di altre compagnie aeree, che richiedono ai membri di volare 30.000 miglia per ciclo biennale (l'ingresso iniziale a questo livello richiede 50.000 miglia). La qualificazione per il livello più alto si basa sulle miglia di volo a vita, che richiedono a un cliente di volare 1 milione di miglia per diventare Million Miler, che è lo stato d'élite più alto; o 500.000 miglia per Morning Calm Premium, il secondo. Entrambi i livelli di iscrizione danno diritto ai privilegi SkyTeam Elite Plus. L'appartenenza a questi livelli è garantita a vita.
Il club dei membri di Korean Air è chiamato Morning Calm, in riferimento alla tradizione della Corea del Sud. Dal 1886, quando un libro scritto da Percival Lowell ottenne un grande successo negli Stati Uniti nel narrare la storia della Corea, il paese iniziò a essere definito a livello internazionale come "la terra della calma mattutina".

## Destinazioni

### Accordi commerciali
Al 2022 Korean Air ha accordi di code-share con le seguenti compagnie:
- Aeroflot
- Aerolíneas Argentinas
- Aeroméxico
- Air Europa
- Air France
- Air Tahiti Nui
- Alaska Airlines
- American Airlines
- China Airlines
- China Eastern Airlines
- China Southern Airlines
- Czech Airlines b
- Delta Air Lines
- Emirates
- Etihad Airways
- Garuda Indonesia
- Gol Transportes Aéreos
- Hainan Airlines
- Hawaiian Airlines
- Japan Airlines
- Jin Air (sussidiaria)
- Kenya Airways
- KLM
- LATAM Airlines Brasil
- LATAM Airlines Chile
- LATAM Airlines Perú
- Malaysia Airlines
- MIAT Mongolian Airlines
- Myanmar Airways International
- Royal Brunei Airlines
- Saudia
- Shanghai Airlines
- Uzbekistan Airways
- Vietnam Airlines
- WestJet
- XiamenAir

### Alleanze
Il 22 giugno 2000 Korean Air è entrata a far parte di SkyTeam.

## Flotta

### Flotta attuale

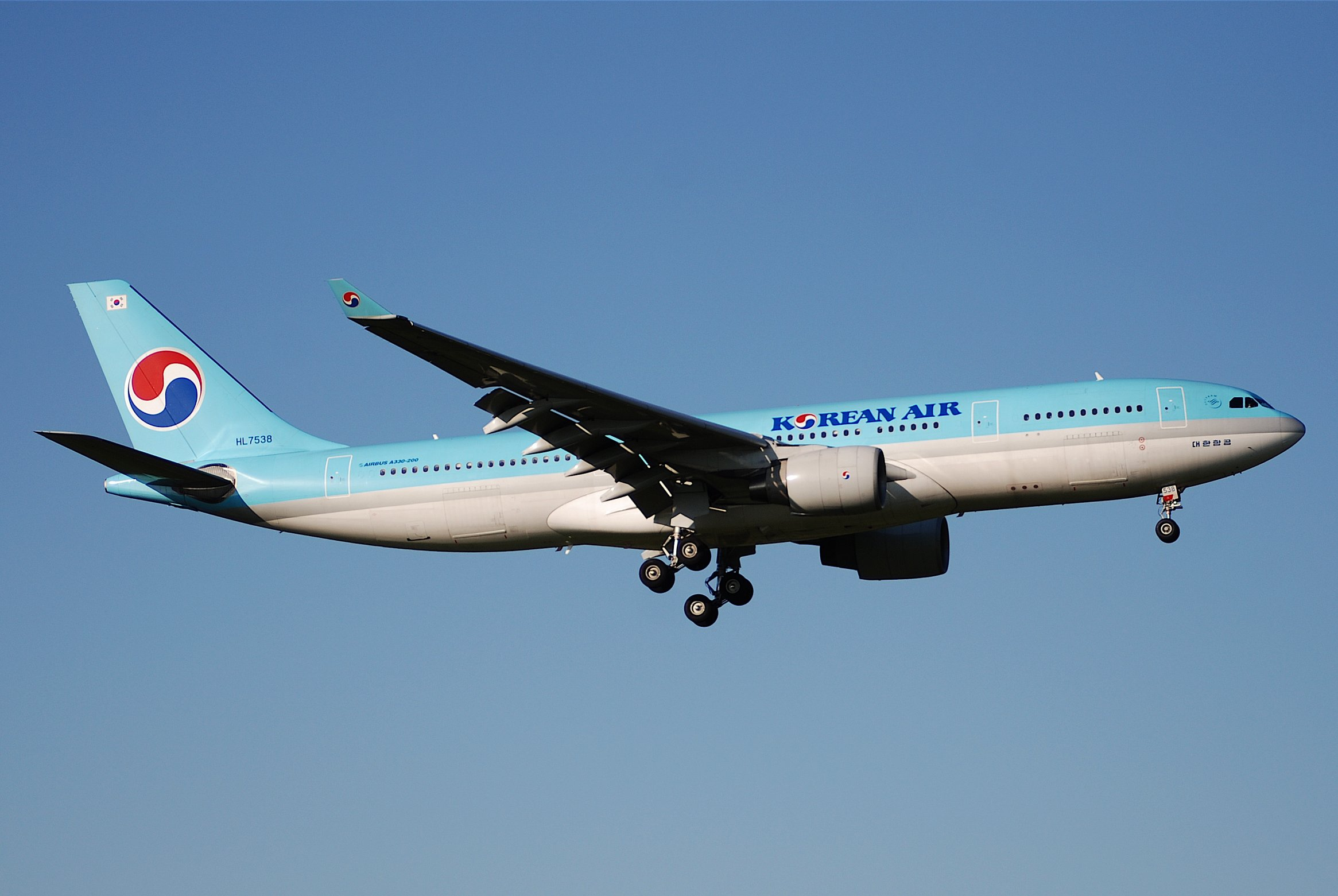
Un Airbus A330-200.

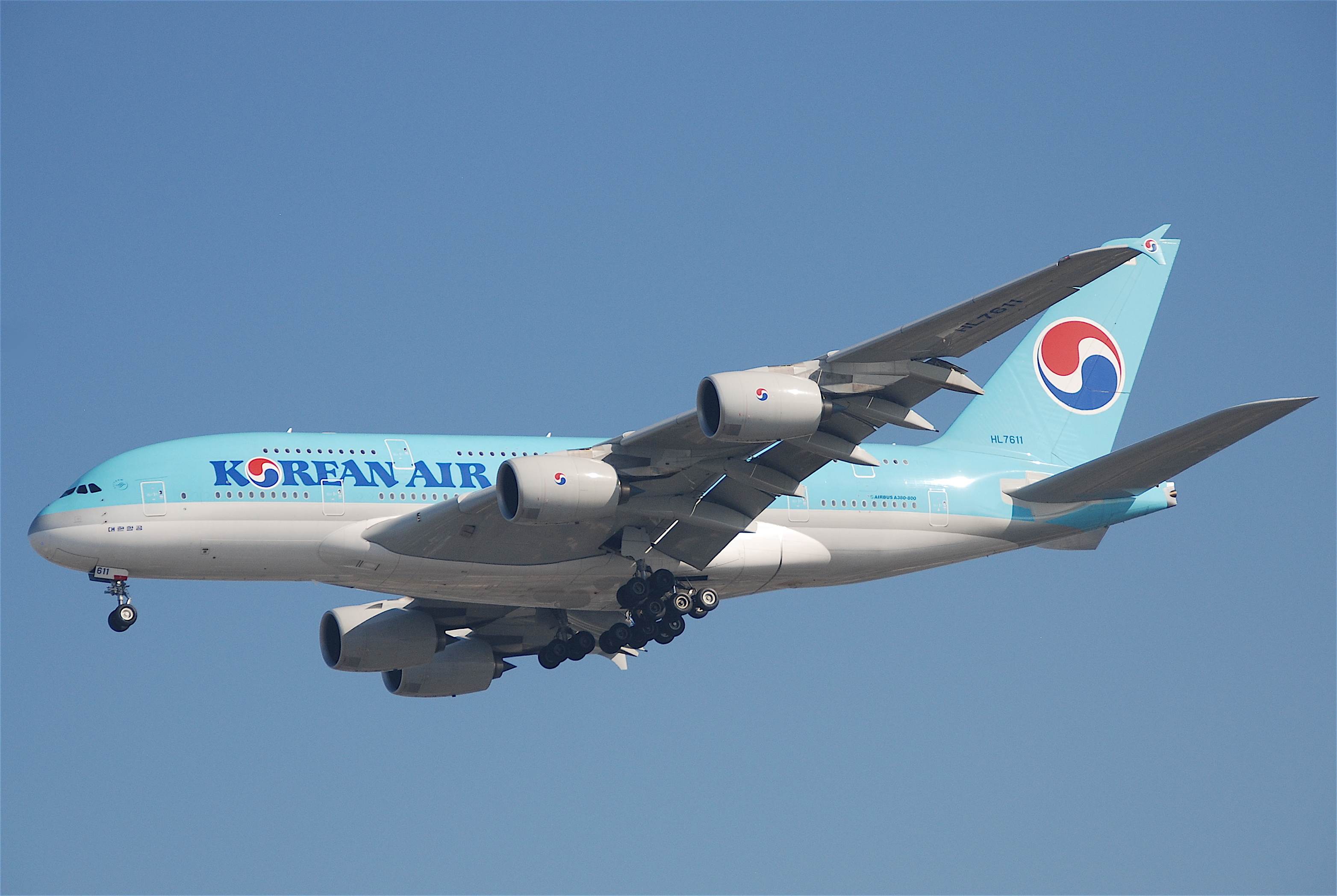
Un Airbus A380-800.

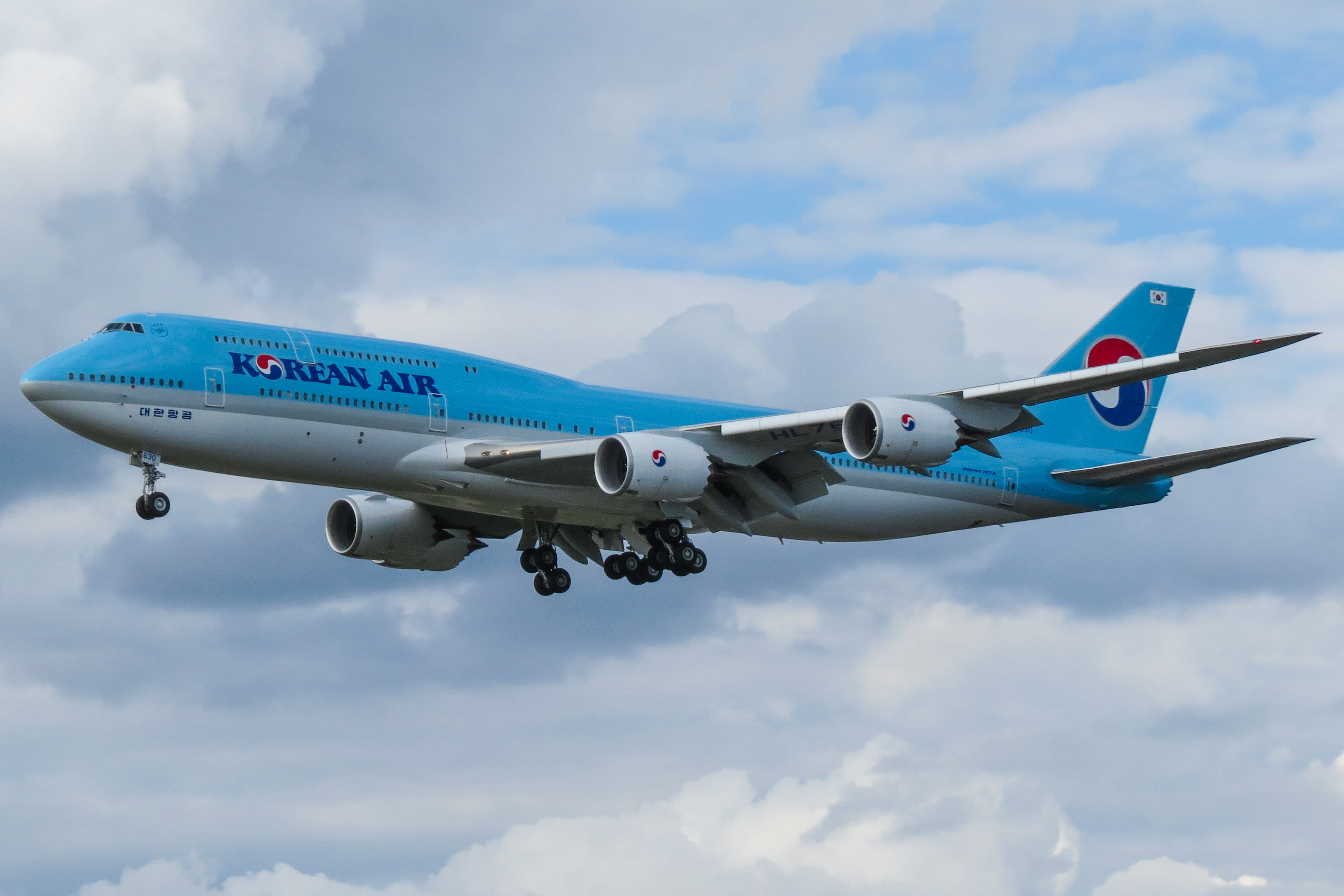
Un Boeing 747-8I.

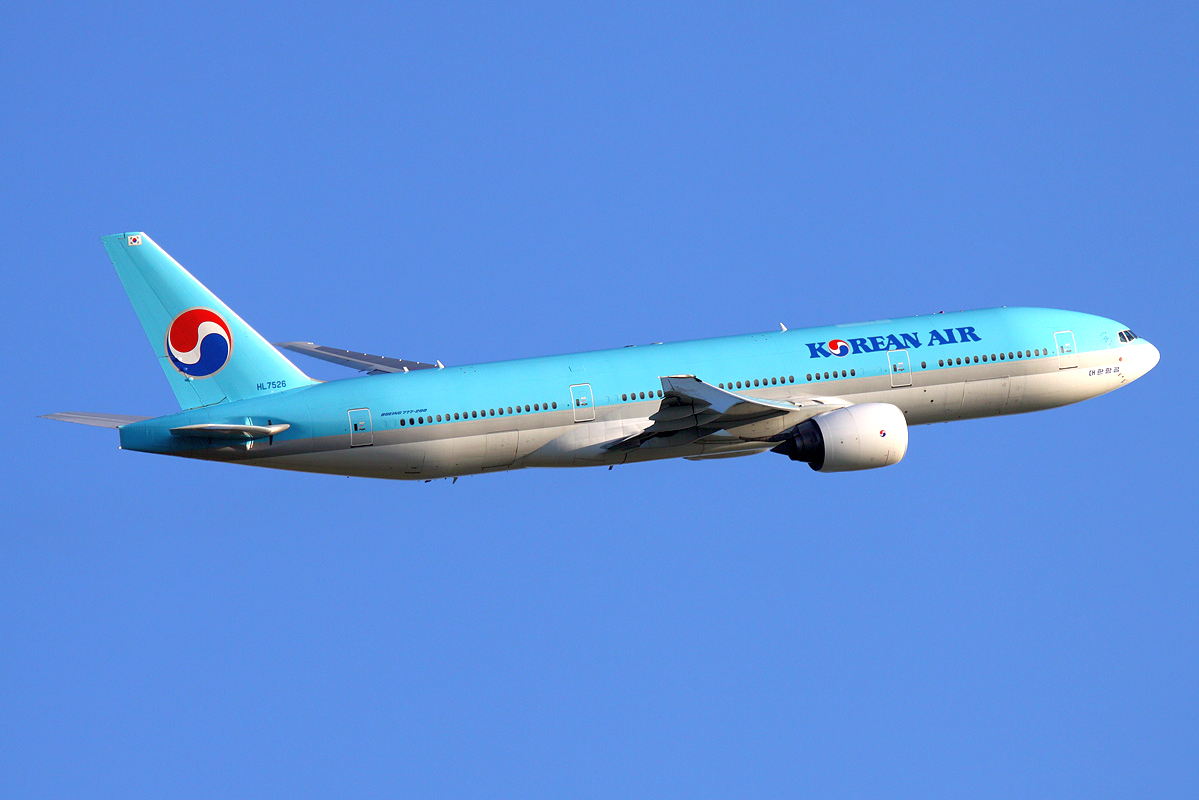
Un Boeing 777-200ER.

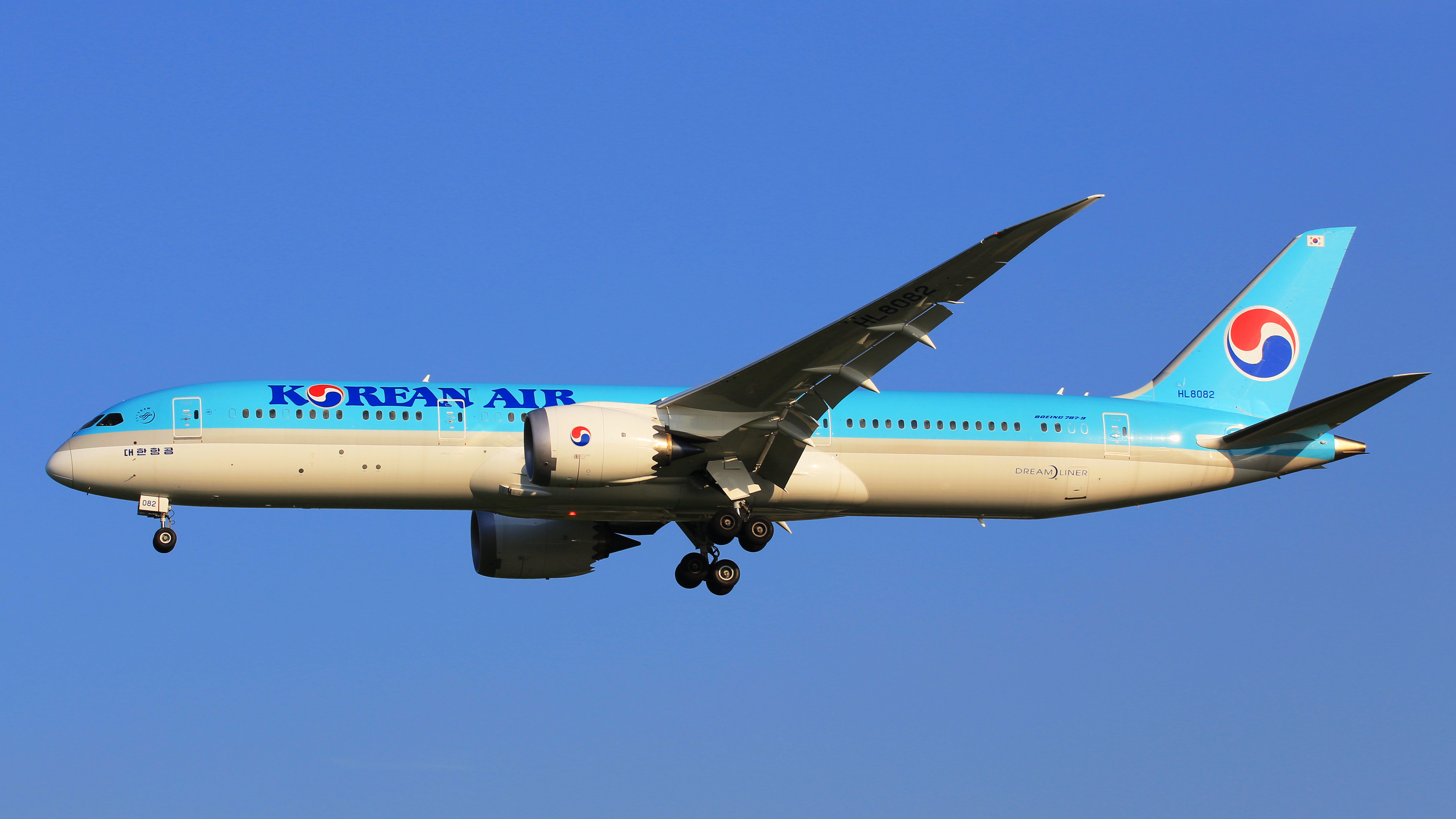
Un Boeing 787-9.

Ad agosto 2024 la flotta di Korean Air è così composta:

### Flotta storica

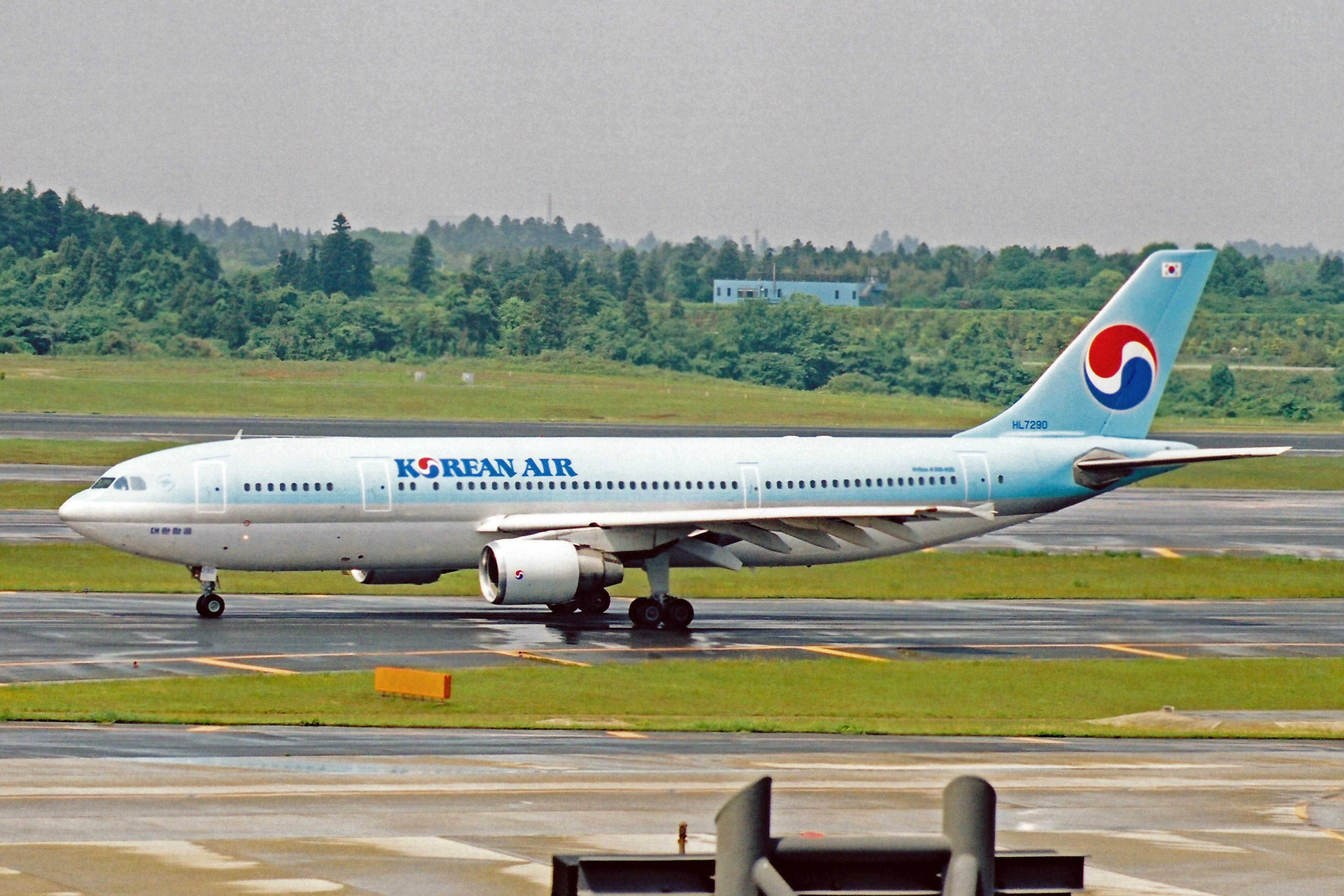
Un Airbus A300-600R.

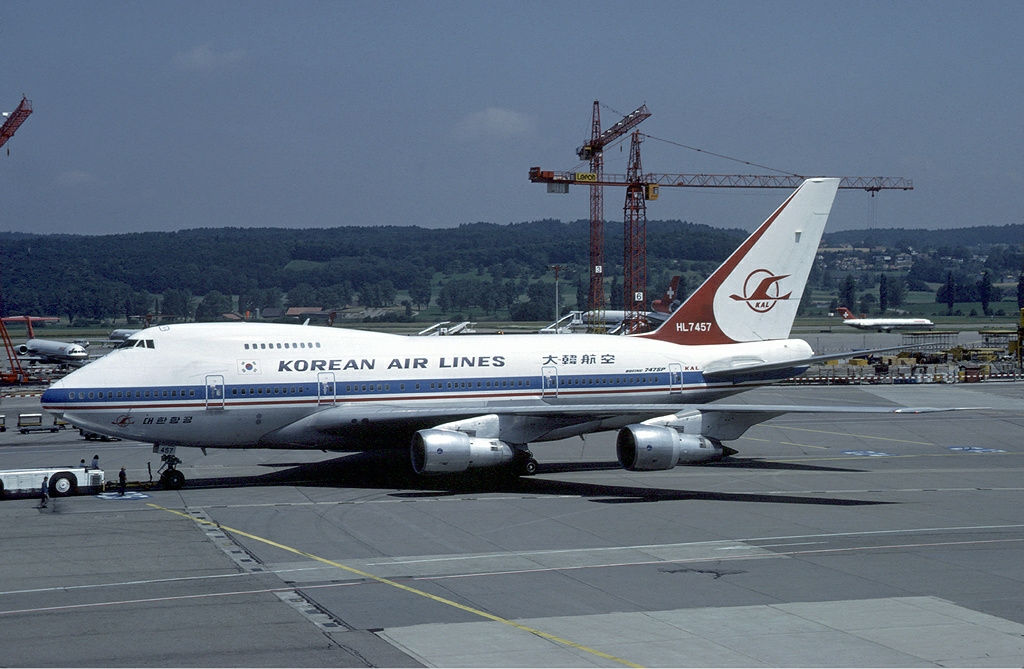
Un Boeing 747SP.

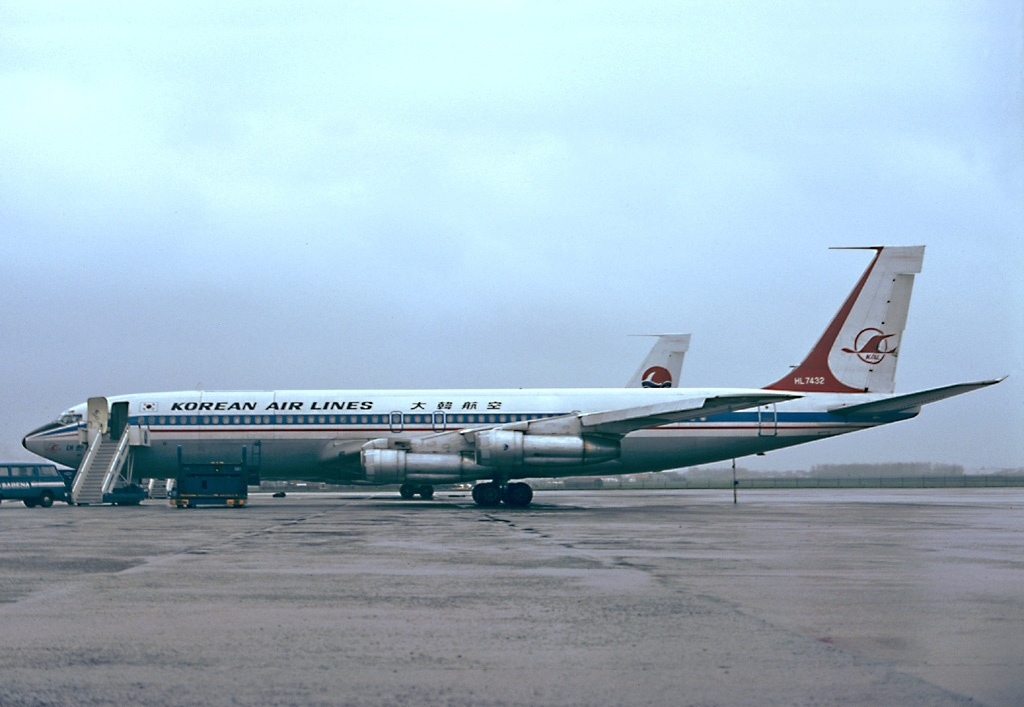
Un Boeing 707-320C.

Korean Air operava in precedenza con i seguenti aeromobili:

### Piani futuri
All'assemblea dell'Association of Asia Pacific Airlines nel 2018, Korean Air ha annunciato che stava prendendo in considerazione un nuovo ordine di aeromobili widebody di grandi dimensioni per sostituire i vecchi Airbus A330, Boeing 747-400, Boeing 777-200ER e Boeing 777-300. I tipi in esame per la sostituzione dei vecchi aeromobili widebody nella flotta includono il Boeing 777X e l'Airbus A350 XWB.
All'International Air Transport Association Annual General Meeting (IATA AGM) a Seul, il presidente Walter Cho ha detto che l'ordine di aerei a fusoliera larga di Korean Air era imminente e stava considerando un ordine extra per la famiglia Airbus A220, inclusa la versione in via di sviluppo, l'Airbus A220-500.

## Incidenti
- 20 aprile 1978: il volo Korean Air Lines 902, un Boeing 707-320B, venne abbattuto dalla difesa aerea sovietica vicino a Murmansk, dopo che l'aereo aveva violato lo spazio aereo sovietico. In due persero la vita.[46]
- 19 novembre 1980: il volo Korean Air Lines 015, un Boeing 747-230B, precipitò durante un tentativo di atterraggio a Seul. Dei 226 a bordo, 15 rimasero uccisi nell'incidente.[47]
- 1º settembre 1983: il volo Korean Air Lines 007, un Boeing 747-230B, venne abbattuto da un intercettore sovietico nei pressi dell'isola Moneron, a ovest dell'isola di Sachalin, nel mar del Giappone. Nel disastro morirono 269 persone. Al momento dell'abbattimento, l'aereo si trovava a circa 300 miglia nautiche a nord-ovest della rotta di volo prevista ed aveva sorvolato una delle aree militari più sensibili al mondo, la penisola di Kamčatka, di fatto violando lo spazio aereo sovietico. Fu abbattuto alle ore 03:26 ora locale, da un caccia Su-15TM Flagon F dell'aeronautica sovietica (V-VS). Il Boeing 747 fu colpito da due AA-3 Anab, uno a guida radar che squarciò la coda (e quindi i sistemi idraulici), e uno a guida infrarossa che fece esplodere uno dei quattro motori.[48]
- 29 novembre 1987: il volo Korean Air 858, un Boeing 707-320C, esplose a mezz'aria per la detonazione di una bomba piazzata all'interno di un cassonetto sopraelevato nella cabina passeggeri dell'aereo da due agenti nordcoreani. Tutti i 115 a bordo persero la vita.[49]
- 27 luglio 1989: il volo Korean Air 803, un McDonnell Douglas DC-10-30, si schiantò mentre tentava di atterrare a Tripoli, in Libia. 75 dei 199 passeggeri e membri dell'equipaggio a bordo più 4 persone a terra morirono nello schianto. L'incidente fu il peggior disastro aereo che si fosse mai verificato in Libia all'epoca.[50]
- 6 agosto 1997: il volo Korean Air 801, un Boeing 747-3B5, si schiantò durante l'avvicinamento all'aeroporto internazionale di Guam, causando la morte di 228 tra passeggeri e membri dell'equipaggio. Il volo 801 era generalmente operato con un Airbus A300 ma il 5 ed il 6 agosto Korean Air, per trasportare gli atleti di Guam impegnati nei Pacific Mini Games, utilizzò un Boeing 747-300.[51]
- 5 agosto 1998: il volo Korean Air 8702, un Boeing 747-4B5, al momento dell'atterraggio uscì fuori dalla pista, finendo in un fosso. Il carrello collassò nell'impatto e la fusoliera si spezzò. Dopo lo schianto l'interno dell'aereo prese fuoco, ma tutti gli occupanti furono in grado di evacuare.[52]
- 15 marzo 1999: il volo Korean Air 1533, un McDonnell Douglas MD-83, uscì di pista durante l'atterraggio all'aeroporto di Pohang. Tutte le 156 persone a bordo sopravvissero, ma l'aereo rimase distrutto nell'incidente.[53]
- 15 aprile 1999: il volo Korean Air Cargo 6316, un McDonnell Douglas MD-11F, si schiantò poco dopo il decollo dall'aeroporto di Shanghai-Hongqiao uccidendo i 3 membri dell'equipaggio e 5 persone a terra. Fu il secondo MD-11 a schiantarsi in sei mesi, è il secondo peggior incidente di un MD-11 dietro al volo Swissair 111.[54]
- 22 dicembre 1999: il volo Korean Air Cargo 8509, un Boeing 747-2B5F, precipitò a causa di un errore del pilota e di un'avaria alla strumentazione poco dopo il decollo da Londra provocando la morte di tutti e 4 i membri dell'equipaggio.[55]
- 11 settembre 2001: il comandante del volo Korean Air 85, un Boeing 747-400, inviò un messaggio tramite ACARS contenente le lettere "HJK", un prompt interpretato come un segnale di soccorso che indicava che il volo era stato dirottato. Quando gli fu ordinato di utilizzare il codice squawk 7500 (codice che segnala un dirottamento), il pilota obbedì. Al volo 85 fu ordinato di dirottare all'aeroporto Internazionale di Whitehorse nel territorio canadese dello Yukon. Funzionari statunitensi e il primo ministro canadese Jean Chrétien autorizzarono l'abbattimento dell'aereo se non avesse collaborato. I piloti dell'aereo obbedirono e il 747 atterrò in sicurezza a Whitehorse, con gli F-15 statunitensi che lo scortavano.[56][57]
- 27 maggio 2016: il volo Korean Air 2708, un Boeing 777-3B5, ha subito un guasto non contenuto al motore sinistro e il suo conseguente incendio durante il decollo. L'equipaggio è riuscito a interrompere la corsa e le fiamme vennero spente dai servizi di emergenza dell'aeroporto, accorsi sul luogo dell'accaduto. Tutti i 319 passeggeri e membri dell'equipaggio sono stati evacuati; i feriti sono stati 12.[58]
- 23 ottobre 2022: il volo Korean Air 631, operato da un Airbus A330-300, è uscito di pista durante l'atterraggio a Cebu a causa di un guasto idraulico. Tutti i passeggeri e i membri dell'equipaggio ne sono usciti incolumi L'aeromobile è stato danneggiato in modo irreparabile e demolito a seguito dell'incidente.[59]